# 루흐마놉스카야역
루흐마놉스카야역(러시아어: Лухмановская)은 모스크바 지하철 네크라솝스카야 선의 역이다.

## 역사
루흐마놉스카야 역은 2019년 6월 3일에 개장했다.

## 구조
1면 2선의 섬식 플랫폼 구조이고, 지하 역사이다.